# Gabriel Gailler
Gabriel Gailler (* 1838 in Obertraubing; † 1917 in Berchtesgaden) war ein bayerischer Bauchredner und Marionettenspieler.
Gailler besaß ein eigenes Marionettentheater, dessen Grundstock drei große Puppen gewesen waren, die er von einem Gastwirt geschenkt bekommen hatte. Diesen Bestand baute er in beeindruckender Weise aus. Mit seinem Theater ging er in Südostbayern auf Tournee und inszenierte sowohl klassische Stücke als auch aktuelle Ereignisse. So brachte er z. B. auch den Finanzskandal um die Spekulantin und Betrügerin Adele Spitzeder auf die Bühne, der sich 1873 in München abspielte. 1906 gab er das Wanderleben auf und verkaufte sein Theater in Berchtesgaden an Ludwig Walch. Das Marionettentheater war dort noch bis 1936 im Einsatz. Heute befinden sich Gaillers Marionetten im Berchtesgadener Museum Schloss Adelsheim.